# Groupe 7 du tableau périodique
Le groupe 7 du tableau périodique, autrefois appelé groupe VIIA dans l'ancien système IUPAC utilisé en Europe et groupe VIIB dans le système CAS nord-américain, contient les éléments chimiques de la 7e colonne, ou groupe, du tableau périodique des éléments :
| Période | Élément chimique | Élément chimique | Z   | Famille d'éléments  | Configuration électronique[2] |
| ------- | ---------------- | ---------------- | --- | ------------------- | ----------------------------- |
| 4       | Mn               | Manganèse        | 25  | Métal de transition | [Ar] 4s2 3d5                  |
| 5       | Tc               | Technétium       | 43  | Métal de transition | [Kr] 5s2 4d5                  |
| 6       | Re               | Rhénium          | 75  | Métal de transition | [Xe] 6s2 4f14 5d5             |
| 7       | Bh               | Bohrium          | 107 | Métal de transition | [Rn] 7s2 5f14 6d5             |

Éléments du groupe 7
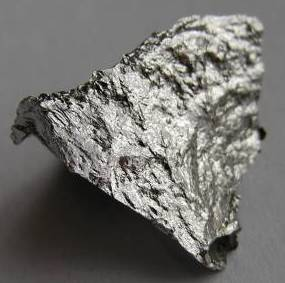
Manganèse
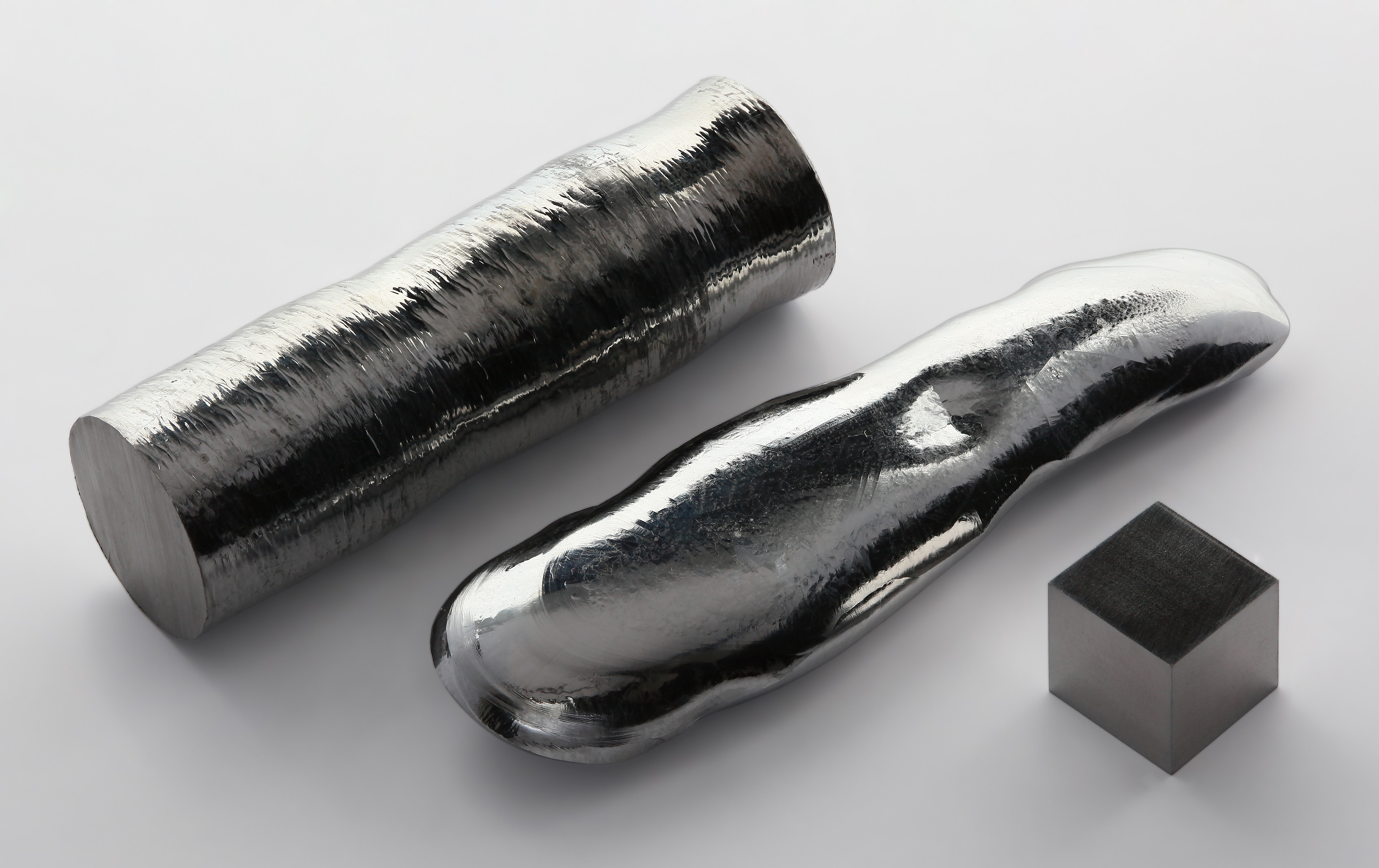
Rhénium